# Провальйо-Валь-Саббія
Провальйо-Валь-Саббія (італ. Provaglio Val Sabbia) — муніципалітет в Італії, у регіоні Ломбардія, провінція Брешія.
Провальйо-Валь-Саббія розташоване на відстані близько 460 км на північ від Рима, 100 км на схід від Мілана, 25 км на північний схід від Брешії.
Населення — 925 осіб (2014).

## Демографія
Населення за роками:

Станом на 1 січня 2023 року в муніципалітеті офіційно проживало 16 іноземців з 6 країн, серед них 6 громадян країн Євросоюзу та 1 громадянин України.

## Сусідні муніципалітети
- Барге
- Саббіо-К'єзе
- Тревізо-Брешіано
- Вестоне
- Вобарно